# PC Games Hardware

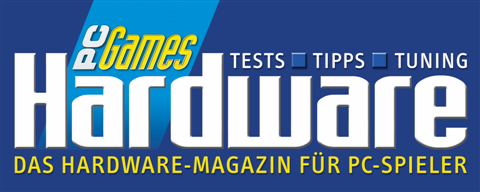
Altes Logo bis März 2020

PC Games Hardware (PCGH oder PCG Hardware) ist eine monatlich erscheinende, deutschsprachige Computerzeitschrift. Sie wird von der in Fürth ansässigen Computec Media herausgegeben und beschäftigt sich hauptsächlich mit Hardware für den PC-Spieler.
Die PCGH ist das Schwestermagazin der PC Games. Zwischen beiden Magazinen gibt es Synergien, das heißt, dass Redakteure der PCGH auch Artikel schreiben, die im Hardwareteil der PC Games erscheinen. Spieletests der PC Games werden häufig durch ausführlichere Tests zu den Hardwareanforderungen in der PCGH ergänzt. Außerdem arbeitet man auch beim Onlineauftritt zusammen.

## Themen
Die PC Games Hardware richtet sich an PC-Spieler und veröffentlicht redaktionelle Artikel und Interviews unter anderem zu den Themen:
- Nachrichten und Vorabberichte zu PC-Hardwarekomponenten und Spiel-Engines
- Testberichte und Kaufberatung zu einzelnen Komponenten
- Tipps für Installation und Betrieb von Hardware, Betriebssystemen und Spielen sowie das Übertakten von Prozessoren
- Testberichte zu aktuellen Computerspielen hinsichtlich ihrer Hardware-Anforderungen mit Konfigurationstipps für verschiedene Systemspezifikationen
- Case Modding

## Redaktion
Seit der Ausgabe 11/2000 ist Thilo Bayer Chefredakteur. Er setzte sein Fachgebiet insbesondere auf Grafikkarten, arbeitet aber schon länger nicht mehr als Fachredakteur und setzt auf ein Team mit Spezialisten für Bereiche wie Grafikkarten, Prozessoren, Mainboards, Monitore und vieles mehr. Des Weiteren unterstützten über die Jahre hinweg sowohl zahlreiche freie Journalisten als auch kurzzeitige Redakteure die Redaktion.

## Print-Ausgabe
Die erste Ausgabe der PC Games Hardware, 11/2000, erschien am 6. Oktober 2000 und kostete 5 DM. Damit war die PCGH, nach eigener Angabe, Deutschlands erstes Hardware-Magazin für PC-Spieler.
Die Themen der PCGH wurden in folgenden Rubriken behandelt: Aktuell, Test, Spiele, Praxis, Wissen und Service. Seit einigen Jahren ist das Printmagazin thematisch nach Specials, Grafikkarten, Prozessoren, Infrastruktur, Linux, Einkaufsführer und Service unterteilt.

### Heftversionen

#### CD-Version
Der ersten PCGH lag eine CD-ROM bei. Schon wenig später legte man zum ersten Mal zwei CDs bei. Diese CD-Version der PCGH gab es bis zur Ausgabe 06/2006. Dann wurde sie mit dem Verweis auf mangelnde Wirtschaftlichkeit eingestellt. Außerdem sah man die CD-ROM als nicht mehr zeitgemäß an.

#### DVD-Version
Seit dem Sommer 2004 gibt es die PCGH mit einer DVD-ROM zu kaufen. Zuerst war die DVD einseitig (DVD-5). Mit der Ausgabe 01/2005 wurde zum ersten Mal, wie bei der PC Games schon länger üblich, eine doppelseitige DVD (DVD-10) mit einer Kapazität von ca. 9,4 GByte mitgeliefert. Nach zwei weiteren einseitigen DVDs ist die Heft-DVD seit 04/2005 durchgehend zweiseitig (Stand Ausgabe 10/2006).

#### Magazin-Version
Auf vielfachen Leserwunsch gibt es seit der Ausgabe 01/2006 zum ersten Mal auch eine günstigere Magazinversion ohne Datenträger.

#### Premium-Version
Die Ausgabe 08/2006 erschien erstmals als Premium-Version. Premium-Versionen gab es bereits kurz zuvor von der PC Games. Sie enthielt zusätzlich zur Standard-DVD-Ausgabe ein 36 DIN-A4-Seiten starkes Kompendium zu World of Warcraft. Die Ausgabe 11/2006 ist ebenfalls als Premium-Ausgabe mit limitierter Auflage erschienen und beschäftigte sich mit dem Prozessorhersteller AMD und seiner aktuellen Produktpalette. Die limitierte Premium-Ausgabe 12/2008 behandelte in einem Beiheft das Spiel Far Cry 2.
Die Premium-Ausgabe wurde zur Ausgabe 12/2011 eingestellt und erschien mit dieser Ausgabe zum letzten Mal. Ihr Titelthema lautete „Aufrüsten“, und es lag ein Schraubendreher mit PCGH-Logo bei. Die Entscheidung zur Einstellung erklärte die Redaktion damit, dass man sich mehr auf das Hauptheft konzentrieren wolle.

#### Extended-Version
Die Ausgabe 09/2006 war die erste Extended-Version mit 32 zusätzlichen Seiten zu ausgewählten Top-Spielen und Dauerbrennern wie Need for Speed: Most Wanted, Battlefield 2, Counter-Strike: Source, Half-Life 2 und The Elder Scrolls IV: Oblivion. Thematisiert wurden Tuning, Spieletipps und Maps & Mods. Die Herausgabe der Extended Version sollte vorerst eine einmalige Aktion sein. Zunächst erschien sie, genau wie die Standardversion der PC Games, monatlich. Die Extended Version wurde mit der Ausgabe 09/09 eingestellt.

### Inhalt der Datenträger
Die Datenträger der PCGH enthalten unter anderem folgende Software:
- Vollversionen und Demos von Computerspielen
- Add-ons zu Computerspielen (vor allem in Zusammenarbeit mit der PC Games, die dann in der entsprechenden Ausgabe das Hauptspiel mitliefert)
- Patches für Computerspiele
- Voll- und Testversionen von Tuning- und Internetsicherheitssoftware
- Test- und Freewareversionen von Benchmarks und anderen nützlichen Tools
- PCGH-Tools (speziell von oder für PCGH programmierte Tools)
- Treiber
- ergänzendes Begleitmaterial zu Heftartikeln (z. B.: Bildschirmfotos, Filme, Tools)
- Redaktionsvideos und Videoblog (seit Ausgabe 09/2006)
- komplette weitere Artikel sowie Artikel vorangegangener Ausgaben, jeweils als PDF

### Auflagenstatistik
Im vierten Quartal 2014 lag die durchschnittliche monatlich verbreitete Auflage nach IVW bei 31.292 Exemplaren. Das sind 7,4 Prozent (2.500 Hefte) weniger als im Vergleichsquartal des Vorjahres. Die Abonnentenzahl nahm innerhalb eines Jahres um 7,95 Prozent auf jetzt 10.761 Abonnenten ab. Damit beziehen 34,38 Prozent der Leser die Zeitschrift im Abonnement.
| Anzahl der monatlich verbreiteten Ausgaben | Anzahl der monatlich verbreiteten Ausgaben | Anzahl der monatlich verbreiteten Ausgaben | Anzahl der monatlich verbreiteten Ausgaben | Anzahl der monatlich verbreiteten Ausgaben |
| ------------------------------------------ | ------------------------------------------ | ------------------------------------------ | ------------------------------------------ | ------------------------------------------ |
| Quartal                                    |                                            |                                            | Auflage a                                  |                                            |
| IV/2001                                    | IV/2001                                    |                                            | 93.707                                     | 93.707                                     |
| IV/2002                                    | IV/2002                                    |                                            | 105.107                                    | 105.107                                    |
| IV/2003                                    | IV/2003                                    |                                            | 104.634                                    | 104.634                                    |
| IV/2004                                    | IV/2004                                    |                                            | 111.855                                    | 111.855                                    |
| IV/2005                                    | IV/2005                                    |                                            | 105.790                                    | 105.790                                    |
| IV/2006                                    | IV/2006                                    |                                            | 103.879                                    | 103.879                                    |
| IV/2007                                    | IV/2007                                    |                                            | 85.471                                     | 85.471                                     |
| IV/2008                                    | IV/2008                                    |                                            | 71.247                                     | 71.247                                     |
| IV/2009                                    | IV/2009                                    |                                            | 49.374                                     | 49.374                                     |
| IV/2010                                    | IV/2010                                    |                                            | 52.914                                     | 52.914                                     |
| IV/2011                                    | IV/2011                                    |                                            | 47.533                                     | 47.533                                     |
| IV/2012                                    | IV/2012                                    |                                            | 38.378                                     | 38.378                                     |
| IV/2013                                    | IV/2013                                    |                                            | 33.792                                     | 33.792                                     |
| IV/2014                                    | IV/2014                                    |                                            | 31.292                                     | 31.292                                     |
| IV/2015                                    | IV/2015                                    |                                            | 27.723                                     | 27.723                                     |
| Quelle: IVW                                |                                            |                                            |                                            |                                            |

| Anzahl der monatlich verkauften Abonnements | Anzahl der monatlich verkauften Abonnements | Anzahl der monatlich verkauften Abonnements | Anzahl der monatlich verkauften Abonnements | Anzahl der monatlich verkauften Abonnements |
| ------------------------------------------- | ------------------------------------------- | ------------------------------------------- | ------------------------------------------- | ------------------------------------------- |
| Quartal                                     |                                             |                                             | Abonnements a                               |                                             |
| IV/2001                                     | IV/2001                                     |                                             | 3.813                                       | 3.813                                       |
| IV/2002                                     | IV/2002                                     |                                             | 7.098                                       | 7.098                                       |
| IV/2003                                     | IV/2003                                     |                                             | 12.081                                      | 12.081                                      |
| IV/2004                                     | IV/2004                                     |                                             | 15.362                                      | 15.362                                      |
| IV/2005                                     | IV/2005                                     |                                             | 14.947                                      | 14.947                                      |
| IV/2006                                     | IV/2006                                     |                                             | 16.548                                      | 16.548                                      |
| IV/2007                                     | IV/2007                                     |                                             | 17.417                                      | 17.417                                      |
| IV/2008                                     | IV/2008                                     |                                             | 16.715                                      | 16.715                                      |
| IV/2009                                     | IV/2009                                     |                                             | 13.263                                      | 13.263                                      |
| IV/2010                                     | IV/2010                                     |                                             | 13.163                                      | 13.163                                      |
| IV/2011                                     | IV/2011                                     |                                             | 12.474                                      | 12.474                                      |
| IV/2012                                     | IV/2012                                     |                                             | 13.114                                      | 13.114                                      |
| IV/2013                                     | IV/2013                                     |                                             | 11.691                                      | 11.691                                      |
| IV/2014                                     | IV/2014                                     |                                             | 10.761                                      | 10.761                                      |
| IV/2015                                     | IV/2015                                     |                                             | 9.988                                       | 9.988                                       |
| Quelle: IVW                                 |                                             |                                             |                                             |                                             |

Die Zeitschrift wurde 2017 aus der IVW-Zählung herausgenommen. Der Verlag gab im Jahr 2017 eine Auflage von 25.300 Exemplaren an, welche für das Jahr 2020 auf 22.600 Exemplare herunter gesetzt wurde. Für das Jahr 2021 wurde die Auflage auf 19.000 Exemplare gesetzt, im Jahr 2022 werden noch 17.100 Exemplare gedruckt. Im Jahr 2023 wurde die Auflage mit 16.700 Exemplaren angegeben, im Jahr 2024 noch mit 16.300 Exemplaren. 2025 wird die Auflage mit 15.700 Exemplaren angegeben.

### Sonderhefte
Von der PCGH werden regelmäßig Sonderhefte zu einzelnen Schwerpunktthemen produziert. Diese beschäftigen sich zum Beispiel speziell mit Grafikkarten, Infrastruktur oder Windows-Tuning. Auch diese Hefte werden mit Datenträgern geliefert, die in der Regel eine große Menge an Tools, Treibern und Begleitmaterial enthalten. Seit 2024 gibt es keine Sonderhefte mehr.

## Onlineauftritt
Auf der Internetseite der PCGH finden sich sowohl tagesaktuelle Beiträge als auch solche, die sich um Themen drehen, die in beiden Schwestermagazinen behandelt werden. Im Archiv auf der Website können Sonderhefte oder einzelne Artikel im PDF-Format erworben und heruntergeladen werden. Im Dezember 2006 ist eine überarbeitete Version des Onlineangebots erschienen, mit neuen Features wie Blogs der Redakteure und einem neuen Design.
Sowohl in der PCGH als auch in der PC Games werden Computerspiele und PC-Hardware behandelt. Die Schwerpunktsetzung ist unterschiedlich, trotzdem betrieben beide Magazine lange Zeit ihre Foren zusammen, um ein größeres Publikum und vielseitig interessierte Leser zu erreichen. Seit 1. Oktober 2008 verfügt PCGH über ein eigenes Forum, PCGH Extreme genannt. Das Forum startete ursprünglich zur Games Convention 2007 parallel zur alten Version. Es sollte die Berichterstattung zur GC sicherstellen. Technisch entwickelt wurde es auf vBulletin-Basis. Später erweiterte man die Themen des Forums um Overclocking, Kühlung und Modding. Zum 1. Oktober 2008 wurde die Struktur erneut erweitert, um alle Hardware- und Spielethemen abzudecken.
Außerdem benutzte die PCGH ein Webcode-System. Anstatt komplette URLs abzudrucken, werden so genannte Webcodes (vierstellige Kombinationen aus Buchstaben und Ziffern) angegeben. Diese können in ein Eingabefeld auf der PCGH-Seite eingegeben werden, um direkt zum Ziel weitergeleitet zu werden.
Vom 2. Juni 2008 bis ca. 2010 gab es auch eine englische Version der Webseite von PC Games Hardware. Unter der URL www.pcgameshardware.com fanden sich einige ausgewählte Artikel der deutschen Webseite in englischer Sprache. Ein Forum auf Basis von vBulletin gab es ebenfalls. Seit 2010 funktionieren die URLs nicht mehr und werden auf die deutsche Webseite umgeleitet.

### PC Games Hardware Extreme
Neben dem Forum PC Games Hardware Extreme existierte eine Sonderpublikation in Heftform seit 19. Dezember 2007. Sie erschien ursprünglich alle drei Monate für 5,99 Euro, aufgrund des Erfolges wurde ab Heft 02/2009 (25. März 2009) in einem zwei-monatigen Erscheinungsrhythmus gewechselt. Der Name verwies auf den thematischen Schwerpunkt der Hefte, der sich vor allem um die Konstruktion besonders performanter PC-Systeme durch Verwendung von hochwertigen bzw. exotischen („extremen“) Bauteilen und Systemkomponenten drehte. Beispiele waren etwa Beiträge zur System-Kühlung mit Flüssigstickstoff oder Kompressoren, Übertakten und Case Modding.
Der 2-Monats-Erscheinungsrythmus von Extreme wurde mit Ausgabe 05/2009 zugunsten eines Jährlichen Sonderhefts eingestellt, das sich mit den Themen von PCGH Extreme beschäftigt.

### Leserumfragen
Um die Berichte und Tests auf die Interessen der Leser abstimmen zu können, wird auf der Webseite regelmäßig zur Teilnahme an Umfragen aufgerufen. Die Fragen drehen sich in der Regel um verbauten Hardware oder künftige Kaufabsichten der Leser.

## PCGH-Awards
Produkte, die in Einzel- oder Vergleichstests der PCGH eine hervorragende Leistung erzielen, erhalten einen PCG-Hardware-Award. Das beste in seiner jeweiligen Kategorie, zum Beispiel Grafikkarten oder Mainboards, erhält die Auszeichnung „Top-Produkt“. Das Produkt, das bei einer akzeptablen Leistung den günstigsten Preis hat, wird als „Spar-Tipp“ ausgezeichnet. Seit Ausgabe 03/2006 wird auch der Award „Top-Technik“ vergeben. Hiermit werden Produkte oder Technologien ausgezeichnet, die eine besondere Bedeutung besitzen. Dieser Award ist deutlich exklusiver und wird nur zu bestimmten Anlässen verliehen. Mit ihm werden, im Gegensatz zu den anderen beiden Awards, auch Grafikkarten- oder Mainboardchipsätze und Prozessoren geehrt.

### Publikumspreis
Außerdem gibt es bei der PCGH jedes Jahr den Publikumspreis „Hardware des Jahres“. Dabei kann jeder PCGH-Leser seinen persönlichen Hersteller des Jahres in den verschiedenen Kategorien wählen. Der Wahlbogen wird üblicherweise in der Januarausgabe (02/xxxx) abgedruckt. In der übernächsten Ausgabe (März – 04/xxxx) werden dann jedes Jahr die ersten drei Plätze jeder Kategorie veröffentlicht.
Es gibt folgende Kategorien:
- Hersteller
  - Prozessoren
  - Grafik-Chipsatz
  - Hauptplatinen-Chipsatz
  - Grafikkarten
  - Hauptplatinen
  - Monitor
  - Soundkarten / Lautsprecher
  - Tastaturen / Mäuse
  - Festplatten
  - Spielecontoller
  - Netzteile (seit 2005)
  - Notebooks

- Produkte / Dienstleister:
  - Hardware-Versender
  - Spiel des Jahres (seit 2004)
  - Technologie des Jahres (seit 2004)
  - Chip(-satz) des Jahres (seit 2004)

## Leseraktionen
Bei der PCGH werden in unregelmäßigen Abständen Aufrufe für Lesertests zu einzelnen Produkten veröffentlicht. Teilnahmevoraussetzungen sind die Bereitschaft zum Testen des jeweiligen Produkts sowie ein eigener Internetzugang. Diejenigen, die von der PCGH ausgewählt werden, erhalten dann die meist vom Hersteller selbst zur Verfügung gestellten Geräte, die sie dann zu Hause testen können. Im Laufe des Tests fertigen die Tester dann ihren Bericht an, der zur Redaktion geschickt wird. In den folgenden Ausgaben werden diese dann veröffentlicht.
Außerdem gibt es seit Ausgabe 10/2005 die Aktion „Leser-PC“ bzw. „Pimp my PC“ – eine Referenz auf die populäre MTV-Show Pimp My Ride, übersetzt etwa: „Rüste meine Karre auf“. Lag der Schwerpunkt anfangs noch auf der Behebung von Problemen, mit denen die Leser nicht allein fertig wurden, wird heute Hardware, die als veraltet betrachtet wird, durch höherwertige ersetzt.